# 사파리

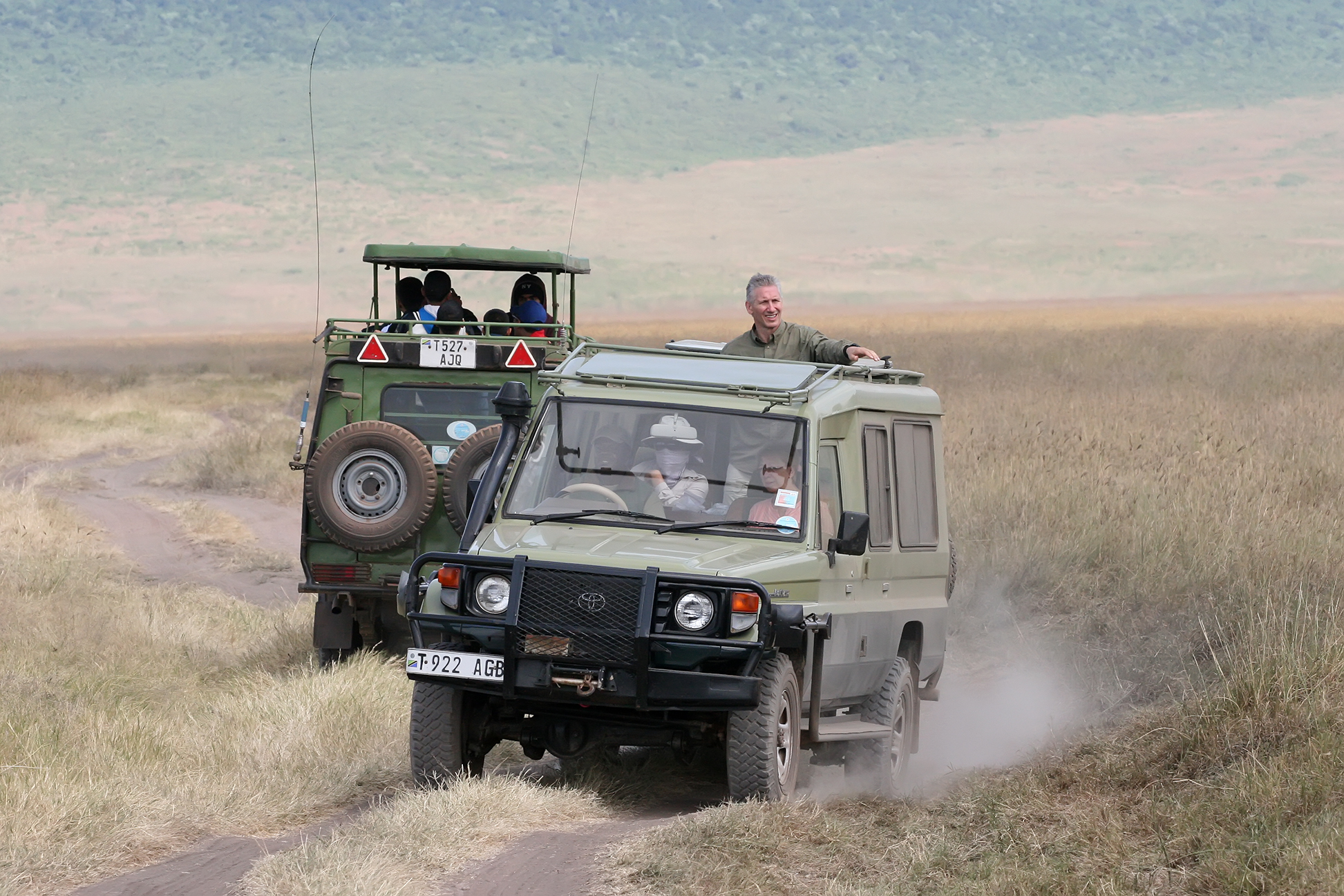
사파리 여행중

사파리(스와힐리어: safari)는 아프리카를 여행하는 방법 중 하나로, 주로 수렵을 한다. 또한 사파리 공원에서 자동차를 타고 동물들을 구경하는 일을 뜻하기도 한다.

## 같이 보기
- 사파리 공원